# Mount Gould, Tasmanien
Mount Gould är ett berg i Australien. Det ligger i regionen West Coast  och delstaten Tasmanien, i den sydöstra delen av landet, omkring 150 kilometer nordväst om delstatshuvudstaden Hobart. Toppen på Mount Gould är 1 491 meter över havet, eller 366 meter över den omgivande terrängen. Bredden vid basen är 3,2 km. Mount Gould ingår i Ducane Range.
Trakten runt Mount Gould är nära nog obefolkad, med mindre än två invånare per kvadratkilometer.. Det finns inga samhällen i närheten. 
I omgivningarna runt Mount Gould växer i huvudsak städsegrön lövskog. Genomsnittlig årsnederbörd är 1 478 millimeter. Den regnigaste månaden är september, med i genomsnitt 188 mm nederbörd, och den torraste är februari, med 55 mm nederbörd.